# Apicomplexa (classification phylogénétique)
Cette page a pour objet de présenter un arbre phylogénétique des Apicomplexa (Sporozoa, Sporozoaires, Apicomplexés), c'est-à-dire un cladogramme mettant en lumière les relations de parenté existant entre leurs différents groupes (ou taxa), telles que les dernières analyses reconnues les proposent. Ce n'est qu'une possibilité, et les principaux débats qui subsistent au sein de la communauté scientifique sont brièvement présentés ci-dessous, avant la bibliographie.

## Arbre phylogénétique
Le cladogramme présenté ici ne possède qu'une valeur indicative. Il n'est pas forcément consensuel, et on peut toujours se référer à la bibliographie au bas de l'article.
Le symbole ▲ renvoie à la partie immédiatement supérieure de l'arbre phylogénétique du vivant. Le signe ► renvoie à la classification phylogénétique du groupe considéré. Tout nœud de l'arbre portant plus de deux branches montre une indétermination de la phylogénie interne du groupe considéré.
Les habitudes typographiques des botanistes et des zoologistes sont différentes. Ici, par commodité de lecture, et certains groupes actuels relevant des deux domaines traditionnels, les noms de taxons supérieurs au genre sont tous écrits en caractères droits, les noms de genres ou d'espèces en italiques.
À la suite d'un taxon, sa période d'apparition, quand elle est connue, peut être indiquée suivant la légende suivante :
(Plé) : Pléistocène ; (Pli) : Pliocène ; (Mio) : Miocène ; (Oli) : Oligocène ; (Éoc) : Éocène ; (Pal) : Paléocène ; (Cré) : Crétacé ; (Jur) : Jurassique ; (Tri) : Trias ; (Per) : Permien ; (Car) : Carbonifère ; (Dév) : Dévonien ; (Sil) : Silurien ; (Ord) : Ordovicien ; (Camb) : Cambrien ; (Edi) : Édiacarien. Pour plus de précision si possible, (-) : inférieur ; (~) : moyen ; (+) : supérieur.

- ▲
  - Apicomplexa ou Sporozoa
    - Coccidiomorpha
      - Hematozoa ou Aconoidasida
        - Piroplasma
        - Haemosporina

      - Agamococcidiorida
      - Protococcidiorida
      - Coccidia ou Eucoccidiorida

    - Cryptosporidium
    - Gregarinia

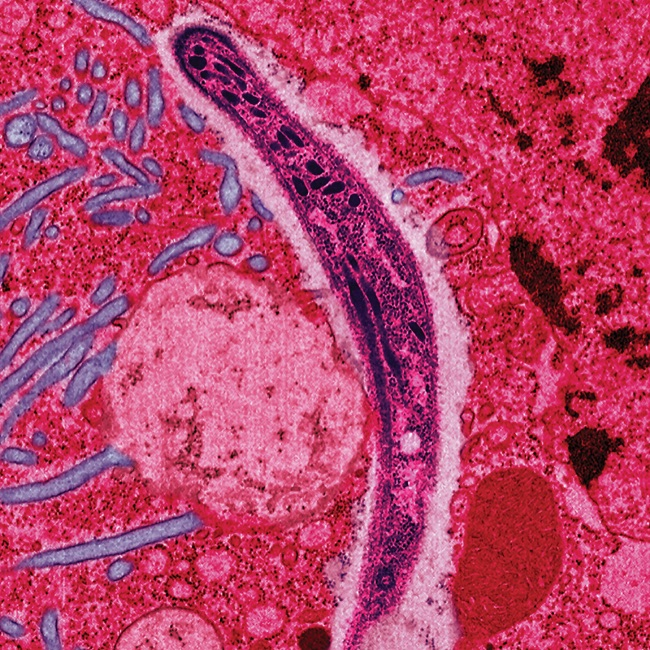
Plasmodium sp. (Plasmodiidae), agent du paludisme
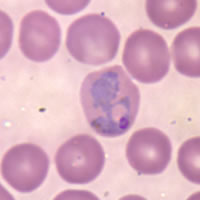
Plasmodium vivax (Plasmodiidae), l'agent d'une des formes de paludisme
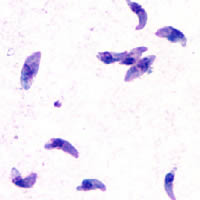
Toxoplasma gondii (Conoida, Sarcocystidae), agent de la toxoplasmose
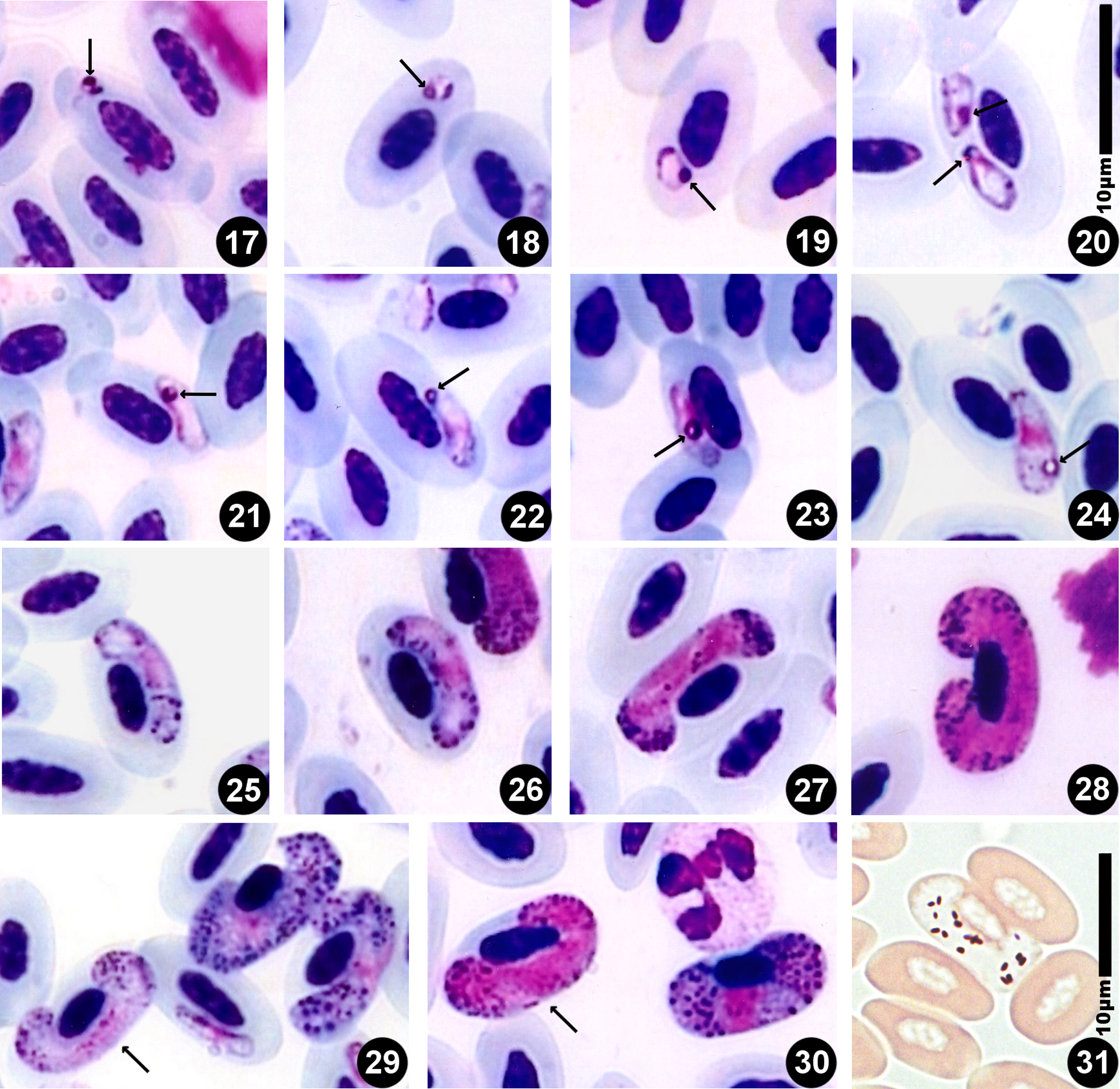
Haemoproteus syrnii, parasite d'oiseaux

## Débat scientifique relatif à la phylogénie desApicomplexa
La répartition entre Coccidies et Grégarines pourrait s'atténuer : les Cryptosporidies, qui étaient classées parmi les premières, semblent bien être le groupe-frère des secondes, si tant est que la distinction des deux groupes doive être maintenue. De futures analyses phylogénétiques le diront.

### Classification proposée par Adlet al.2005
Ce comité a proposé une nouvelle classification, remplaçant celle des anciens Protistes et tenant compte des phylogénies moléculaires récentes. Elle regroupe les Eucaryotes en six groupes réputés monophylétiques. Voici ce qui concerne les Apicomplexa. C'est manifestement une classification considérée comme transitoire.

## En savoir plus
: document utilisé comme source pour la rédaction de cet article.

### Sources bibliographiques de référence
- Robert B. Moore, Miroslav Oborník, Jan Janouškovec, Tomáš Chrudimský, Marie Vancová, David H. Green, Simon W. Wright, Noel W. Davies, Christopher J.S. Bolch, Kirsten Heimann, Jan Šlapeta, Ove Hoegh-Guldberg, John M. Logsdon Jr. et Dee A. Carter (2008) « A photosynthetic alveolate closely related to apicomplexan parasites », Nature 451, pp. 959-963 et 452 p. 900
- Brian S. Leander, Shane A.J. Lloyd, Wyth Marshall et Stephen C. Landers (2006) « Phylogeny of Marine Gregarines (Apicomplexa) — Pterospora, Lithocystis and Lankesteria — and the Origin(s) of Coelomic Parasitism », Protist, 157, pp. 45-60
- Sina M. Adl et al. (2005) « The New Higher Level Classification of Eukaryotes », J. Eukaryot. Microbiol., 52 (5), p. 399–451